# Josje Huisman
Josina Cornelia (Josje) Huisman (Heusden, 16 februari 1986) is een Nederlandse hoedenontwerpster, zangeres, danseres, presentatrice, (musical)actrice en schrijfster. Ze is vooral bekend als voormalig lid van de popgroep K3.

## Biografie
Huisman groeide op in Steenwijkerwold als dochter van een predikant. Toen ze veertien was, verhuisde het gezin naar Meppel. Ze volgde balletlessen in Steenwijk.
In 2008 studeerde ze af aan de Dansacademie Lucia Marthas in Groningen, waarna ze onder meer optrad als achtergronddanseres bij de concerten van de Toppers in de Amsterdam ArenA. Ze woonde tot maart 2009 in Amsterdam, tot ze het nieuwe lid van K3 werd. Ze verhuisde naar Antwerpen, in de buurt van collega's Karen Damen en Kristel Verbeke en ook erg dicht bij het hoofdkantoor van Studio 100.

### Zangcarrière
Haar loopbaan als zangeres begon na het winnen van de talentenjacht K2 zoekt K3, die in het najaar van 2009 werd uitgezonden op de Nederlandse en Vlaamse televisie. Hierin gingen Verbeke en Damen op zoek naar een nieuw lid voor hun meidengroep K3, nadat Kathleen Aerts eerder dat jaar de groep had verlaten. De finale vond plaats op 3 oktober 2009. Op 27, 28 en 29 mei 2011 was Huisman met K3 te gast bij de Toppers in de Amsterdam ArenA. Op 18 maart 2015 kondigde K3 tijdens een persconferentie aan dat ze in de samenstelling Verbeke-Damen-Huisman gingen stoppen. Tot 8 mei 2016 trad ze nog op met K3 (samen met Kristel Verbeke en Karen Damen), waarna K3 in de nieuwe samenstelling (Marthe De Pillecyn, Klaasje Meijer en Hanne Verbruggen) verderging. In het voorjaar van 2017 deed Huisman mee met het Vlaamse televisieprogramma Liefde voor muziek. Daarin coverde ze nummers van verschillende collega-artiesten.
Op 29 september 2017 bracht Huisman na haar K3-carrière voor het eerst een solo single uit: Gasolina. Het nummer leverde geen enkele hitnotering op. Op 11 april 2019 bracht Huisman haar tweede solo single Laat ze maar uit. Ook dit nummer leverde geen hitnotering op. In 2019 was Huisman te zien in het RTL 4-programma The Masked Singer, waarin zij gemaskerd als Eenhoorn de zangwedstrijd aan ging. In 2020 deed ze mee aan het televisieprogramma De Slimste Mens. Eerder deed ze al mee aan de Vlaamse versie van het gelijknamige televisieprogramma De Slimste Mens ter Wereld. Toen haalde ze niet de finale. Ook in Nederland viel ze na één aflevering af. In 2022 deed Huisman mee aan het televisieprogramma De Alleskunner VIPS waar ze als 51ste eindigde.

### Hoedenontwerpster
Tijdens haar K3-carrière volgde Huisman een opleiding modist. Zo maakte ze zelf de hoed die ze droeg tijdens de lanceeravond van haar boek, Dresscode Josje, begin 2016. Drie jaar later ontwierp ze een limited-edition hoed voor modehuis Xandrès. In juli 2022 werkte ze samen met designer Pol Vogels voor het maken van de outfit van Prinses Delphine ter gelegenheid van de 2022 viering van de Belgische nationale feestdag. De hoed die de prinses droeg werd ontworpen door Huisman.
Begin 2022 startte Huisman haar eigen hoedenmerk Cornelia. Voor de naam van het merk gebruikte ze haar tweede naam. De eerste collectie van Cornelia werd officieel tijdens de elfde editie van Antwerp Fashion Weekend gepresenteerd, en de online shop werd enkele dagen later op 29 september 2022 gelanceerd. Ook voor deze collectie werkte ze samen met Vogels. De hoeden werden door Huisman zelf ontworpen, het textiel was afkomstig uit Spanje en werd daar in de vorm geperst, waarna Huisman de laatste details toevoegde in haar atelier in Zwolle.
In 2023 maakte Cornelia deel uit van The Creative Spot, een pop-up in Maasmechelen Village. De merken en kunstenaars die deel uitmaakten van de pop-up waren uitgekozen door Prinses Delphine. Datzelfde jaar werd Huisman weer gevraagd voor het ontwerpen van de hoed van de Prinses, die ze droeg tijdens de viering van de Belgische nationale feestdag op 21 juli 2023.

## Privéleven
In april 2012 werd bekend dat Huisman een relatie had met Gert Verhulst. Deze relatie kreeg veel aandacht in de media, mede doordat Verhulst eerder al een relatie had met Karen Damen, eveneens zangeres bij K3. In juni van datzelfde jaar ging het koppel uit elkaar. Kort hierna was Huisman samen met de Nederlandse acteur/presentator Johnny de Mol. Deze relatie liep medio 2013 op de klippen. Van november 2013 tot januari 2015 had Huisman een relatie met Kevin Janssens.
In 2017 kreeg Huisman een relatie met producer Cle Gyimah. De twee kregen in december 2018 een zoon. In 2021 ging het stel uit elkaar. In oktober 2023 kreeg zij een tweede zoon met creative consultant Leon Tanate.

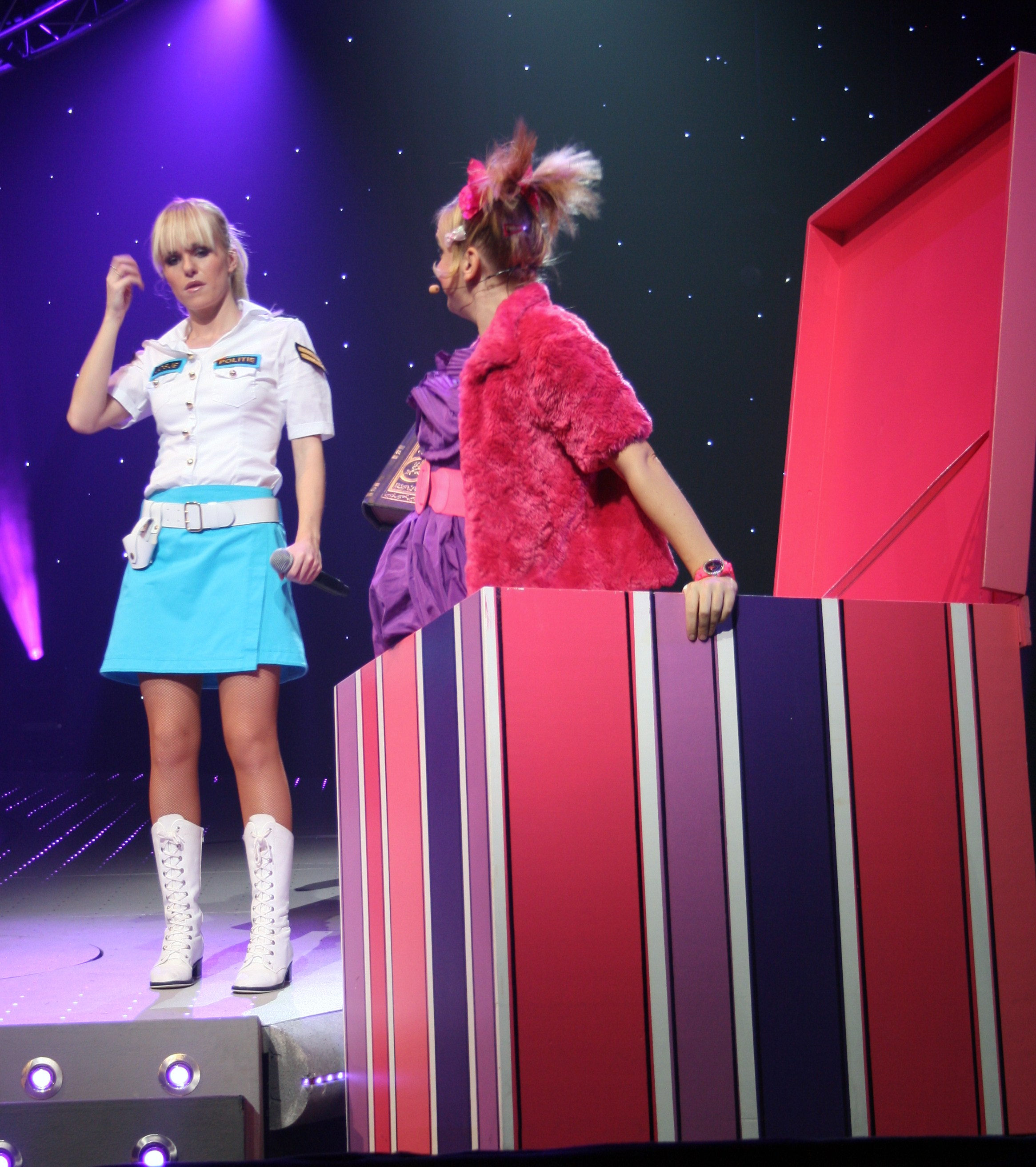
Josje Huisman tijdens de K3 MaMaSe tournee

## Discografie

### Singles
| Single met eventuele hitnotering(en) in de Nederlandse Top 40 | Datum van verschijnen | Datum van binnenkomst | Hoogste positie | Aantal weken | Opmerkingen                                                                |
| ------------------------------------------------------------- | --------------------- | --------------------- | --------------- | ------------ | -------------------------------------------------------------------------- |
| Koningin van alle mensen                                      | 16-04-2013            | 27-04-2013            | 6               | 3            | als onderdeel van RTL Boulevard United / Nr. 1 in de Single Top 100 / Goud |

| Single met hitnotering(en) in de Vlaamse Ultratop 50 | Datum van verschijnen | Datum van binnenkomst | Hoogste positie | Aantal weken | Opmerkingen                                           |
| ---------------------------------------------------- | --------------------- | --------------------- | --------------- | ------------ | ----------------------------------------------------- |
| Glamorous                                            | 2017                  | 22-04-2017            | Tip             | -            | als onderdeel van het tv-programma Liefde voor muziek |
| Over the Rainbow                                     | 2017                  | 29-04-2017            | Tip             | -            | als onderdeel van het tv-programma Liefde voor muziek |
| Ik laat je nooit meer gaan                           | 2017                  | 06-05-2017            | Tip 43          | -            | als onderdeel van het tv-programma Liefde voor muziek |
| Feeling me                                           | 2017                  | 13-05-2017            | Tip 34          | -            | als onderdeel van het tv-programma Liefde voor muziek |
| Ontdooi me                                           | 2017                  | 20-05-2017            | Tip             | -            | als onderdeel van het tv-programma Liefde voor muziek |
| Bagagedrager                                         | 2017                  | 27-05-2017            | 47              | 1            | als onderdeel van het tv-programma Liefde voor muziek |
| Daar gaat ze                                         | 2017                  | 03-06-2017            | Tip             | -            | als onderdeel van het tv-programma Liefde voor muziek |
| Gasolina                                             | 2017                  | 07/10/2017            | Tip15           | -            |                                                       |
| Laat ze maar                                         | 2019                  | 11/04/2019            | Tip             | -            |                                                       |

## Filmografie
| Jaar      | Productie                            | Rol                                                       | Opmerkingen                      |
| --------- | ------------------------------------ | --------------------------------------------------------- | -------------------------------- |
| 2009      | K2 zoekt K3                          | als deelneemster en winnares                              | Televisieprogramma               |
| 2009      | K2 weer K3                           | als Josje van K3, hoofdrol                                | Special                          |
| 2009      | De Wereld van K3                     | als Josje van K3, de presentatrice                        | Praatprogramma                   |
| 2010      | K3 en het wensspel                   | als Josje van K3, hoofdrol                                | Special                          |
| 2010-2013 | Hallo K3!                            | als Josje van K3, hoofdrol                                | Televisieserie                   |
| 2012      | K3 en het droombed                   | als Josje van K3, hoofdrol                                | Special                          |
| 2012      | K3 Bengeltjes                        | als Josje van K3, hoofdrol                                | Bioscoopfilm                     |
| 2012      | K3 Modemeiden                        | als Josje van K3, hoofdrol                                | Special                          |
| 2014      | K3 Dierenhotel                       | als Josje van K3, hoofdrol                                | Bioscoopfilm                     |
| 2014      | K3 Kan Het!                          | als Josje van K3, de presentatrice                        | Praatprogramma                   |
| 2014      | Fashion Planet                       | als Ellis Beers, hoofdrol                                 | Televisieserie                   |
| 2014      | K3 in Nederland                      | als Josje van K3, hoofdrol                                | Special                          |
| 2014      | Dansdate                             | als deelneemster                                          | Televisieprogramma               |
| 2014      | Het zijn net mensen                  | als deelneemster                                          | Televisieprogramma               |
| 2015      | K3 zoekt K3                          | als jurylid                                               | Televisieprogramma               |
| 2015      | Ghost Rockers                        | als choreografe Kick-Off (aartsrivaal van Elvira De Neve) | Jeugdserie                       |
| 2016      | De gevaarlijkste wegen van de wereld | als deelneemster, samen met Victoria Koblenko             | Televisieprogramma               |
| 2016      | Zeesterren                           | als deelneemster                                          | Televisieprogramma               |
| 2016      | De Slimste Mens ter Wereld           | als deelneemster                                          | Televisieprogramma               |
| 2016      | Boxing Stars                         | als deelneemster                                          | Televisieprogramma               |
| 2016      | Zullen we een spelletje doen?        | als deelneemster                                          | Televisieprogramma               |
| 2017      | The Voice Kids (Vlaanderen)          | als coach                                                 | Televisieprogramma               |
| 2017      | Liefde voor Muziek                   | als deelneemster                                          | Televisieprogramma               |
| 2017      | The Big Music Quiz                   | als deelneemster - zat in het winnende team               | Televisieprogramma               |
| 2019      | The Masked Singer (Nederland)        | als deelneemster                                          | Televisieprogramma               |
| 2020      | De Familie Claus                     | als Ikka                                                  | Film                             |
| 2021      | The Wheel                            | Deskundige                                                | Televisieprogramma               |
| 2021      | De Familie Claus 2                   | als Ikka                                                  | Film                             |
| 2022      | De Familie Claus 3                   | als Ikka                                                  | Film                             |
| 2023      | DNA Singers                          | als bekend familielid                                     | Televisieprogramma               |
| 2023      | De Alleskunner VIPS                  | als deelneemster                                          | Kerstspecial, televisieprogramma |

## Musicals
| Jaar      | Productie            | Rol         | Producent  |
| --------- | -------------------- | ----------- | ---------- |
| 2011      | Alice in Wonderland  | Josje       | Studio 100 |
| 2015-2016 | Wickie de Musical    | Elza Eenoog | Studio 100 |
| 2016      | Beauty and the Beast | Belle       | Marmalade  |